# Jadwiga Łuszczewska

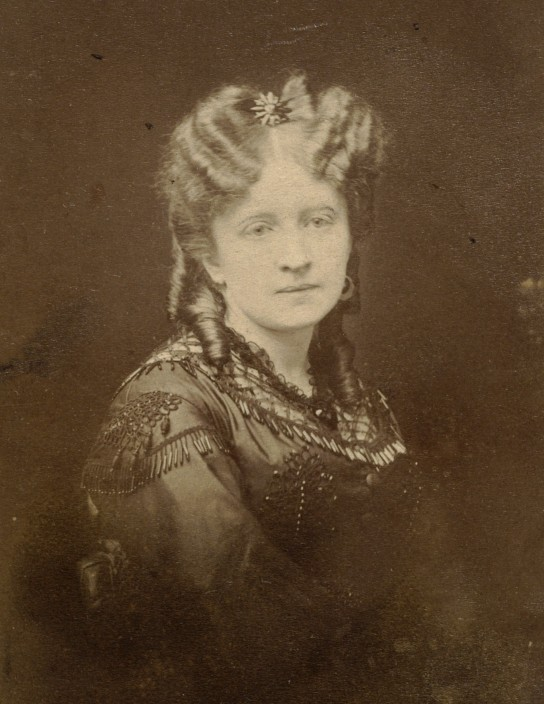
Jadwiga Łuszczewska

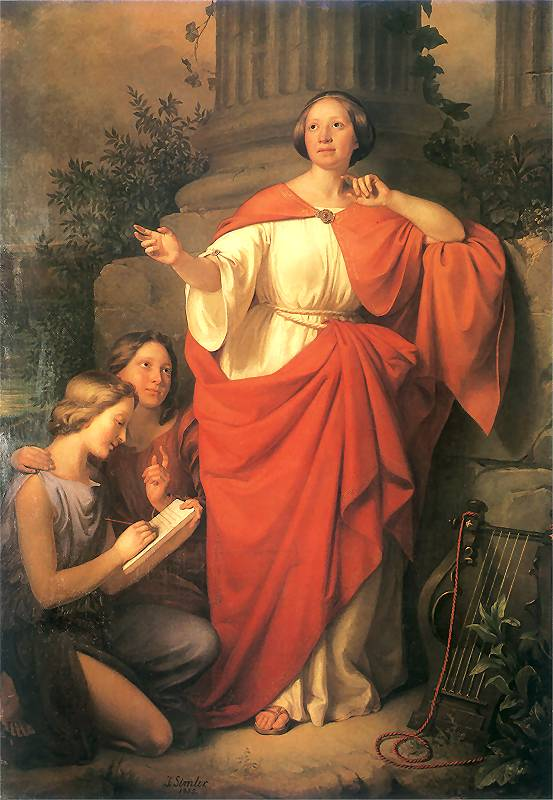
Jadwiga Łuszczewska (Deotyma)

Salon Nina Łuszczewska in Warschau

Jadwiga Łuszczewska, Pseudonym: Deotyma (* 1. Juli 1834 in Warschau; † 23. September 1908 ebenda) war eine polnische Schriftstellerin und Dichterin der Romantik.

## Herkunft
Deotyma ist die Tochter des Staatsrats, Kämmerers und Kaiserlich-Russischen Kammerjunkers  Wacław Józef Łuszczewski (1806–1867) und die Enkelin des polnischen Ministers Jan Paweł Łuszczewski (1764–1812). Über dessen Großmutter Constance Jauch und deren Nachkommenschaft ist sie eine Cousine zweiten Grades des polnischen Schriftstellers, Autors von Quo Vadis und Nobelpreisträgers für Literatur Henryk Sienkiewicz (1848–1916) und eine entfernte Nichte des polnischen Freiheitskämpfers Joachim Lelewel (1786–1861). Ihre Mutter war die Magdalena gen. Nina Łuszczewska geb. Żółtowska (1806–1869), die einen bedeutenden literarischen Salon unterhielt. Ihr Großvater war der Brigadegeneral Edward Józef Żółtowski (1775–1841), der im polnischen Armeekorps unter Józef Antoni Poniatowski auf Seiten Napoleons kämpfte und unter anderem Teilnehmer der Schlacht an der Beresina und der Völkerschlacht bei Leipzig war.

## Wirken
Deotyma unterhielt in der Tradition ihre Elternhauses einen bedeutenden literarischen Salon und war neben ihrem schriftstellerischen Wirken als Stegreifdichterin bekannt.
Ihr bekanntestes Werk ist der Roman „Das Mädchen am Fenster“, 1964 unter der Regie von Kaniewski verfilmt und 1968 als Oper von Paciorkiewicz uraufgeführt.

## Werke
- Tomyra
- Improwizacy i poezye (Gedichtsammlung, 2 Bände, Warschau 1854–1858)
- Lech (1859)
- Polska w Piesni (Geschichte Polens in Gesängen) (2 Bände, Warschau 1859–1860)
- Panienka z okienka (Das Mädchen am Fenster) (1898)
- Sobieski pod Wiedniem (1908)
- Pamiętnik (Erinnerungen) 1834–1897 (1968)